# Zapasy na Letnich Igrzyskach Olimpijskich 1984 – kategoria do 82 kg w stylu klasycznym
Zmagania mężczyzn do 82 kg to jedna z dziesięciu męskich konkurencji w zapasach w stylu klasycznym rozgrywanych podczas Letnich Igrzysk Olimpijskich 1984. Pojedynki w tej kategorii wagowej odbyły się w dniach 1 sierpnia – 3 sierpnia.

## Klasyfikacja[1]
| Pozycja | Nazwisko            | Kraj              |
| ------- | ------------------- | ----------------- |
| 1       | Ion Draica          | Rumunia           |
| 2       | Dimitrios Tanopulos | Grecja            |
| 3       | Sören Claeson       | Szwecja           |
| 4       | Momir Petković      | Jugosławia        |
| 5       | Jarmo Övermark      | Finlandia         |
| 6       | Muhammad al-Aszram  | Egipt             |
| 7       | Louis Santerre      | Kanada            |
| 8       | Kim Sang-gyu        | Korea Południowa  |
| 9       | Siegfried Seibold   | RFN               |
| 10      | Georg Marchl        | Austria           |
| 11      | Ernesto Razzino     | Włochy            |
| 12      | Klaus Mysen         | Norwegia          |
| 13      | Yasutoshi Moriyama  | Japonia           |
| .       | Mustafa Suzan       | Turcja            |
| .       | Dan Chandler        | Stany Zjednoczone |

## Zasady[2]
Uczestnicy zostali podzieleni na dwie grupy. Zawodnik który przegrał dwie walki odpadł z dalszej rywalizacji.
- TF — Łopatki
- ST — Przewaga (12 punktów różnicy, przewaga techniczna)
- SO — Przewaga (8-11 punktów różnicy, pokonany bez punktów)
- PP — Na punkty (1-7 punktów różnicy, pokonany zdobył punkty)
- PO — Na punkty (1-7 punktów różnicy, pokonany bez punktów)
- P1 — Pasywność (Przy prowadzeniu różnicą 1-7 punktów)
- DC — Decyzja (Przy wyniku 0-0)

## Wyniki

### Rundy eliminacyjne

#### Grupa A
| Przegrane | Zawodnik           | Wynik    | Czas/Punkty | Zawodnik           | Przegrane |         |
| Runda 1   | Runda 1            | Runda 1  | Runda 1     | Runda 1            | Runda 1   | Runda 1 |
| --------- | ------------------ | -------- | ----------- | ------------------ | --------- | ------- |
| 1         | Kim Sang-gyu       | 1-3 PP   | 4-5         | Muhammad al-Aszram | 0         |         |
| 1         | Mustafa Suzan      | 0-4 ST   | 0-15        | Louis Santerre     | 0         |         |
| 1         | Dan Chandler       | 0-3 PO   | 0-4         | Sören Claeson      | 0         |         |
| 0         | Ion Draica         | 3-1 PP   | 4-4         | Klaus Mysen        | 1         |         |
| Runda 2   |                    |          |             |                    |           |         |
| 1         | Kim Sang-gyu       | 3-0 P1   | 5:37        | Mustafa Suzan      | 2         |         |
| 0         | Muhammad al-Aszram | 4-0 TF   | 0:45        | Louis Santerre     | 1         |         |
| 2         | Dan Chandler       | 0-3 P1   | 5:38        | Ion Draica         | 0         |         |
| 0         | Sören Claeson      | 3-1 DC   | 0-0         | Klaus Mysen        | 2         |         |
| Runda 3   |                    |          |             |                    |           |         |
| 2         | Kim Sang-gyu       | 1-3 PP   | 8-10        | Louis Santerre     | 1         |         |
| 1         | Muhammad al-Aszram | 0-3 PO   | 0-3         | Sören Claeson      | 0         |         |
| 0         | Ion Draica         |          |             | Bez walki          |           |         |
| Runda 4   |                    |          |             |                    |           |         |
| 0         | Ion Draica         | 3-1 PP   | 3-1         | Muhammad al-Aszram | 2         |         |
| 2         | Louis Santerre     | 1-3 PP   | 4-11        | Sören Claeson      | 0         |         |
| Finał     |                    |          |             |                    |           |         |
|           | Ion Draica         | 3.5-0 SO | 10-0        | Sören Claeson      |           |         |

#### Klasyfikacja
| Zawodnik           | Przegrane | Runda | Punktacja | Finał |
| ------------------ | --------- | ----- | --------- | ----- |
| Ion Draica         | 0         | -     | 9         | 3.5   |
| Sören Claeson      | 0         | -     | 12        | 0     |
| Muhammad al-Aszram | 2         | 4     | 8         |       |
| Louis Santerre     | 2         | 4     | 8         |       |
| Kim Sang-gyu       | 2         | 3     | 5         |       |
| Klaus Mysen        | 2         | 2     | 2         |       |
| Dan Chandler       | 2         | 2     | 0         |       |
| Mustafa Suzan      | 2         | 2     | 0         |       |

#### Grupa B
| Przegrane | Zawodnik            | Wynik   | Czas/Punkty | Zawodnik            | Przegrane |         |
| Runda 1   | Runda 1             | Runda 1 | Runda 1     | Runda 1             | Runda 1   | Runda 1 |
| --------- | ------------------- | ------- | ----------- | ------------------- | --------- | ------- |
| 1         | Dimitrios Tanopulos | 3-0 P1  | 5:22        | Yasutoshi Moriyama  | 1         |         |
| 1         | Georg Marchl        | 0-3 P1  | 5:34        | Siegfried Seibold   | 0         |         |
| 0         | Momir Petković      | 3-0 SO  | 6-0         | Jarmo Övermark      | 1         |         |
| 0         | Ernesto Razzino     |         |             | Bez walki           |           |         |
| Runda 2   |                     |         |             |                     |           |         |
| 1         | Ernesto Razzino     | 1-3 PP  | 4-6         | Dimitrios Tanopulos | 0         |         |
| 2         | Yasutoshi Moriyama  | 0-3 P1  | 5:19        | Georg Marchl        | 1         |         |
| 1         | Siegfried Seibold   | 0-3 PO  | 0-1         | Momir Petković      | 0         |         |
| 1         | Jarmo Övermark      |         |             | Bez walki           |           |         |
| Runda 3   |                     |         |             |                     |           |         |
| 1         | Jarmo Övermark      | 3-1 PP  | 10-5        | Ernesto Razzino     | 2         |         |
| 0         | Dimitrios Tanopulos | 3-1 PP  | 7-6         | Siegfried Seibold   | 2         |         |
| 2         | Georg Marchl        | 0-3 PO  | 0-5         | Momir Petković      | 0         |         |
| Finał     |                     |         |             |                     |           |         |
|           | Momir Petković      | 3-0 PO  | 6-0         | Jarmo Övermark      |           |         |
|           | Jarmo Övermark      | 3-1 PP  | 6-1         | Dimitrios Tanopulos |           |         |
|           | Dimitrios Tanopulos | 3-1 PP  | 5-1         | Momir Petković      |           |         |

#### Klasyfikacja
| Zawodnik            | Przegrane | Runda | Punktacja | Finał |
| ------------------- | --------- | ----- | --------- | ----- |
| Dimitrios Tanopulos | 0         | -     | 9         | 4     |
| Momir Petković      | 0         | -     | 9         | 4     |
| Jarmo Övermark      | 1         | -     | 3         | 3     |
| Siegfried Seibold   | 2         | 3     | 4         |       |
| Georg Marchl        | 2         | 3     | 3         |       |
| Ernesto Razzino     | 2         | 3     | 2         |       |
| Yasutoshi Moriyama  | 2         | 2     | 0         |       |

### Runda finałowa[12]
| Zawodnik           | Wynik           | Czas/Punkty     | Zawodnik            |                 |
| O piąte miejsce    | O piąte miejsce | O piąte miejsce | O piąte miejsce     | O piąte miejsce |
| ------------------ | --------------- | --------------- | ------------------- | --------------- |
| Muhammad al-Aszram | 1-3 PP          | 3-5             | Jarmo Övermark      |                 |
| O brązowy medal    |                 |                 |                     |                 |
| Sören Claeson      | 3-1 PP          | 5-2             | Momir Petković      |                 |
| Finał              |                 |                 |                     |                 |
| Ion Draica         | 3-1 PP          | 4-3             | Dimitrios Tanopulos |                 |